# Chantal Philippe
Chantal Philippe est une joueuse de handball internationale française. Elle évoluait au poste d'arrière droite.

## Biographie
Elle est appelée pour la première fois en équipe de France en juin 1988.
En 1990, devenue enseignante, elle renonce à l'équipe de France.

## Palmarès

### En club
compétitions nationales
- championne de France en 1989[4] et 1990 (avec ASPTT Metz)
- vainqueur de la coupe de France en 1990[5] (avec ASPTT Metz)